# Euro Cup 1999
La Euro Cup 1999 è stata la quarta e ultima edizione dell'omonimo torneo disputato nel 1999. È stata organizzata dalla EFAF.
Ha avuto inizio il 17 aprile e si è conclusa il 5 giugno con la finale di Bruxelles vinta per 12-6 dai britannici London O's sui norvegesi Oslo Vikings.
Al campionato hanno preso parte 6 squadre, suddivise in 2 gironi.

## Squadre partecipanti
| Club                | Città     | Stadio | Sponsor ufficiale | Risultato nella stagione 1998        |
| ------------------- | --------- | ------ | ----------------- | ------------------------------------ |
| Amsterdam Crusaders | Amsterdam |        |                   | Campioni dei Paesi Bassi             |
| Eidsvoll 1814's     | Eidsvoll  |        |                   | Terzo posto nel campionato norvegese |
| Kronborg Knights    | Helsingør |        |                   | Vicecampioni di Danimarca            |
| London O's          | Londra    |        |                   | Campioni di Gran Bretagna            |
| Oslo Vikings        | Oslo      |        |                   | Campioni di Norvegia                 |
| Roskilde Kings      | Roskilde  |        |                   |                                      |

## Stagione regolare

### Calendario

#### 1ª giornata
| 17 aprile 1999 | Roskilde Kings | 35 – 13 | Eidsvoll 1814's |  |

| 17 aprile 1999 | Kronborg Knights | 13 – 18 | Oslo Vikings |  |

#### 2ª giornata
| 2 maggio 1999 | London O's | 37 – 0 | Amsterdam Crusaders |  |

| 2 maggio 1999 | Roskilde Kings | 3 – 13 | Kronborg Knights |  |

#### 3ª giornata
| 8 maggio 1999 | Eidsvoll 1814's | 0 – 33 | Oslo Vikings |  |

#### 4ª giornata
| 15 maggio 1999 | Eidsvoll 1814's | 27 – 49 | Kronborg Knights |  |

| 15 maggio 1999 | Oslo Vikings | 34 – 0 | Roskilde Kings |  |

#### 5ª giornata
| 22 maggio 1999 | Amsterdam Crusaders | 2 – 26 | London O's |  |

### Classifica
La classifica della regular season è la seguente:
- PCT = percentuale di vittorie, G = partite giocate, V = partite vinte, P = partite perse, PF = punti fatti, PS = punti subiti
- La qualificazione alla finale è indicata in verde

#### Girone A
| Pos. | Squadra          | PCT   | G | V | P | PF | PS  |
| ---- | ---------------- | ----- | - | - | - | -- | --- |
| 1    | Oslo Vikings     | 1.000 | 3 | 3 | 0 | 85 | 13  |
| 2    | Kronborg Knights | .667  | 3 | 2 | 1 | 75 | 48  |
| 3    | Roskilde Kings   | .333  | 3 | 1 | 2 | 38 | 60  |
| 4    | Eidsvoll 1814's  | .000  | 3 | 0 | 3 | 40 | 117 |

#### Girone B
| Pos. | Squadra             | PCT   | G | V | P | PF | PS |
| ---- | ------------------- | ----- | - | - | - | -- | -- |
| 1    | London O's          | 1.000 | 2 | 2 | 0 | 63 | 2  |
| 2    | Amsterdam Crusaders | .000  | 2 | 0 | 2 | 2  | 63 |

## Finale
| Bruxelles 5 giugno 1999, ore 13:00 | London O's | 12 – 6 | Oslo Vikings | Piccolo Heysel |

## Verdetti
- London O's Vincitori della Euro Cup 1999